# Sommer-Deaflympics 2013/Tennis
Bei den Sommer-Deaflympics 2013 in Sofia wurden im “Dema Sports Complex” fünf Wettbewerbe im Tennis ausgetragen.

## Frauen

### Einzel
| Platz | Land | Sportlerin                  |
| ----- | ---- | --------------------------- |
| 1     | GER  | Heike Albrecht              |
| 2     | TPE  | Chiu-Mei Ho                 |
| 3     | FRA  | Sophie Bernard              |
| 4     | GBR  | Catherine Louise Fletcher   |
| 5     | ESP  | Raquel Villamandos Lorenzo  |
| 5     | GER  | Verena Fleckenstein         |
| 5     | RUS  | Anastasia Chumak            |
| 5     | ESP  | Beatriz Villamandos Lorenzo |

### Doppel
| Platz | Land | Sportlerinnen                                            |
| ----- | ---- | -------------------------------------------------------- |
| 1     | USA  | Chapman / Hangstefer                                     |
| 2     | TPE  | Ho / Ho                                                  |
| 3     | GER  | Verena Fleckenstein / Heike Albrecht                     |
| 4     | GBR  | Fletcher / Brookes                                       |
| 5     | RUS  | Chumak / Grin                                            |
| 5     | ESP  | Raquel Villamandos Lorenzo / Beatriz Villamandos Lorenzo |
| 5     | ITA  | Oddone / Ricci Bitti                                     |
| 5     | CHN  | Shen / Wang                                              |

## Männer

### Einzel
| Platz | Land | Sportler                      |
| ----- | ---- | ----------------------------- |
| 1     | HUN  | Gabor Mathe                   |
| 2     | FRA  | Mikael Alix Laurent           |
| 3     | AUT  | Mario Kargl                   |
| 4     | AUS  | Glen Craig Flindell           |
| 5     | RUS  | Egor Alexandrovich Panyushkin |
| 5     | GER  | Hans Tödter                   |
| 5     | FRA  | Maxime Sanchez                |
| 5     | GER  | Sebastian Schäffer            |

### Doppel
| Platz | Land | Sportler                        |
| ----- | ---- | ------------------------------- |
| 1     | GER  | Urs Breitenberger / Hans Tödter |
| 2     | FRA  | Laurent / Novelli               |
| 3     | AUT  | Gravogl / Kargl                 |
| 4     | AUS  | Swann / Flindell                |
| 5     | GER  | Meiler / Schäffer               |
| 5     | AUS  | Lui / Zafir                     |
| 5     | RUS  | Panyushkin / Lapikov            |
| 5     | IND  | Sekhar / D. H Prashanth         |

## Mixed
| Platz | Land | Sportler                                 |
| ----- | ---- | ---------------------------------------- |
| 1     | GER  | Heike Albrecht / Urs Breitenberger       |
| 2     | USA  | Emily Hangstefer / Daniel Hangstefer     |
| 3     | FRA  | Sophie Bernard / Mikael Alix Laurent     |
| 4     | GBR  | Catherine Fletcher / Lewis Fletcher      |
| 5     | USA  | Laura Chapman / Bradford Minns           |
| 5     | CHN  | Jiali Shen / Xue Liang Tang              |
| 5     | GER  | Verena Fleckenstein / Sebastian Schäffer |
| 5     | IND  | Shaik Jafreen / Prithvi Sekhar           |

## Medaillenspiegel Tennis
| Medaillenspiegel Tennis | Medaillenspiegel Tennis | Medaillenspiegel Tennis | Medaillenspiegel Tennis | Medaillenspiegel Tennis | Medaillenspiegel Tennis |
| Platz                   | Land                    | G                       | S                       | B                       | Gesamt                  |
| ----------------------- | ----------------------- | ----------------------- | ----------------------- | ----------------------- | ----------------------- |
| 01                      | Deutschland             | 3                       | -                       | 1                       | 4                       |
| 02                      | Vereinigte Staaten      | 1                       | 1                       | -                       | 2                       |
| 03                      | Ungarn                  | 1                       | -                       | -                       | 1                       |
| 04                      | Frankreich              | -                       | 2                       | 2                       | 4                       |
| 05                      | Chinesisch Taipeh       | -                       | 2                       | -                       | 2                       |
| 06                      | Österreich              | -                       | -                       | 2                       | 2                       |
| Total                   | Total                   | 5                       | 5                       | 5                       | 15                      |